# Río Cricamola
El río Cricamola es un río de la vertiente caribeña de Panamá, ubicado en la Comarca Ngäbe-Buglé, tiene una longitud de 62 km y una cuenca de 2364 km². Tiene su nacimiento en la Cordillera Central de Panamá. 
Es una ruta obligada del transporte indígena, atraviesa varias comunidades como Boca de Río, Bisira, Kankintú, Nutiví entre otras.